# Nazionale maschile di calcio a 5 dei Paesi Bassi
La nazionale di calcio a 5 dei Paesi Bassi è, in senso generale, una qualsiasi delle selezioni nazionali di Calcio a 5 della Koninklijke Nederlandse Voetbal Bond che rappresentano i Paesi Bassi nelle varie competizioni ufficiali o amichevoli riservate a squadre nazionali.
Questa squadra nazionale, fino alla fine degli anni 1980, è stata tra le più rappresentative d'Europa, essendo arrivata a disputare una finale per il titolo nel 1989, mentre durante il decennio successivo ha partecipato a tre edizioni della coppa del mondo, giungendo in tutte e tre le occasioni a disputare i gironi di secondo turno. La nazionale olandese nelle competizioni europee invece non è mai andata oltre il quarto posto nell'edizione del 1999.

## Palmarès

### Campionati mondiali
- La squadra nazionale olandese ha come migliore risultato il secondo posto conquistato nel 1989 giocato tra le mura amiche, nelle tre precedenti edizioni gestite dalla FIFUSA, i Paesi Bassi non sono andati oltre il primo turno nel 1982 e 1985 mentre non sono stati presenti alla manifestazione nel 1988. I magri risultati sono da addebitarsi anche alla precoce adesione dei Paesi Bassi al calcio a 5 FIFA, grazie al quale la selezione arancione ha ottenuto un secondo, un terzo ed un quarto posto ai tre FIFA Futsal Tournament giocati tra il 1986 ed il 1987. Tra il 1992 ed il 2000 ha collezionato tre eliminazioni al secondo turno mentre non si è qualificata ai mondiali 2004 e 2008.

### Campionati europei
- La squadra nazionale olandese ha partecipato a sei edizioni dei campionati europei: nel 1996 preceduto da Spagna e Belgio poi oro e bronzo, nel 1999 è giunta quarta, battuta nella finalina dall'Italia per 3-0. Nel 2001 è stata eliminata al primo turno giungendo ultima nel proprio girone. Nel 2003 non ha centrato la qualificazione mentre nel 2005 è giunta ultima nel girone di primo turno assieme alla Repubblica Ceca, con tre punti. Nel 2007 ha mancato la qualificazione, sopravanzata da Serbia e Azerbaigian pur giocando in casa a Sittard-Geleen, stessa sorte due anni dopo in Romania, dove ha ceduto il passo all'Ucraina qualificata e alla Romania.

## Risultati nelle competizioni internazionali

### Coppa del Mondo
| Anno   | Luogo         | Piazzamento      | G  | V  | N | P  | GF | GS |
| ------ | ------------- | ---------------- | -- | -- | - | -- | -- | -- |
| 1989   | Paesi Bassi   | 2º posto         | 8  | 4  | 2 | 2  | 21 | 14 |
| 1992   | Hong Kong     | 2º turno         | 6  | 3  | 1 | 2  | 15 | 17 |
| 1996   | Spagna        | 2º turno         | 6  | 2  | 2 | 2  | 22 | 20 |
| 2000   | Guatemala     | 2º turno         | 6  | 3  | 0 | 3  | 17 | 20 |
| 2004   | Taipei cinese | Non qualificata  | -  | -  | - | -  | -  | -  |
| 2008   | Brasile       | Non qualificata  | -  | -  | - | -  | -  | -  |
| 2012   | Thailandia    | Non qualificata  | -  | -  | - | -  | -  | -  |
| 2016   | Colombia      | Non qualificata  | -  | -  | - | -  | -  | -  |
| 2021   | Lituania      | Non qualificata  | -  | -  | - | -  | -  | -  |
| 2024   | Uzbekistan    | Ottavi di finale | 4  | 1  | 2 | 1  | 11 | 10 |
| Totale |               | 5/10             | 30 | 13 | 7 | 10 | 86 | 81 |

### Campionato europeo
| Anno   | Luogo       | Piazzamento     | G  | V | N | P  | GF | GS |
| ------ | ----------- | --------------- | -- | - | - | -- | -- | -- |
| 1996   | Spagna      | 1º turno        | 3  | 0 | 1 | 2  | 5  | 8  |
| 1999   | Spagna      | 4º posto        | 5  | 1 | 1 | 3  | 16 | 19 |
| 2001   | Russia      | 1º turno        | 3  | 0 | 1 | 2  | 3  | 11 |
| 2003   | Italia      | Non qualificata | -  | - | - | -  | -  | -  |
| 2005   | Rep. Ceca   | 1º turno        | 3  | 1 | 0 | 2  | 8  | 12 |
| 2007   | Portogallo  | Non qualificata | -  | - | - | -  | -  | -  |
| 2010   | Ungheria    | Non qualificata | -  | - | - | -  | -  | -  |
| 2012   | Croazia     | Non qualificata | -  | - | - | -  | -  | -  |
| 2014   | Belgio      | 1º turno        | 2  | 0 | 0 | 2  | 1  | 12 |
| 2016   | Serbia      | Non qualificata | -  | - | - | -  | -  | -  |
| 2018   | Slovenia    | Non qualificata | -  | - | - | -  | -  | -  |
| 2022   | Paesi Bassi | 1º turno        | 3  | 1 | 0 | 2  | 6  | 9  |
| Totale |             | 6/13            | 19 | 3 | 3 | 13 | 39 | 71 |

### Mondiali FIFUSA
- 1982 - Primo turno
- 1985 - Primo turno
- 1988 - non presente

## Tutte le rose

### Coppa del Mondo
Coppa del Mondo di calcio a 5 FIFA 19891 Ton Bakhuis, 2 Jeffrey Forée, 3 André Tielens, 4 Victor Hermans, 5 Marcel Loosveld, 6 Rein van den Heuvel, 7 Wiljan van Vijfeijken, 8 Mario Faber, 9 Eduard Demandt, 10 Hans van Leeuwen, 11 André Bakker, 12 Michel Seitner, 13 Michel Wentzel, CT: Ron Groenewoud
Coppa del Mondo di calcio a 5 FIFA 19921 Michel Wentzel, 2 Hendrik Leatemia, 3 Eric Merk, 4 Patrick Duijzings, 5 Antonius Traets, 6 Hjalmar Hoekema, 7 André Bakker, 8 Hendrikus Lettinck, 9 Nicolaas Runderkamp, 10 Ruud Rijsdijk, 11 Anouk Roest, 12 Lambert Kok, CT: Ron Groenewoud
Coppa del Mondo di calcio a 5 FIFA 19961 Michel Wentzel, 2 Anton Biloro, 3 Johnny Keur, 4 Hendrik Leatemia, 5 Hjalmar Hoekema, 6 Hendrikus Lettinck, 7 Pascal Langenhuijsen, 8 Moestafa Talha, 9 Edwin Grünholz, 10 Johannes Ludwig, 11 John de Bever, 12 Thomas Sier, CT: Ron Groenewoud
Coppa del Mondo di calcio a 5 FIFA 20001 Thomas Sier, 2 Said Moumane, 3 Anton Biloro, 4 Hendrik Leatemia, 5 Pascal Langenhuijsen, 6 Moestafa Talha, 7 Maarten Frankfort, 8 Hendrikus Lettinck, 9 Glenn Zeelig, 10 Maximiliaan Tjaden, 11 René Marechal, 12 Antoine Merlino, 13 Ron Sijm, 14 Patrick Thomassen, CT: Nico Spreij
Coppa del Mondo di calcio a 5 FIFA 20241 Manuel Kuijk, 2 Jordy Cretier, 3 Steije Kee, 4 Tevfik Ceyar, 5 Ayoub Boukhari, 6 Karim Mossaoui, 7 Jordany Martinus, 8 Abdessamad Attahiri, 9 Saïd Bouzambou, 10 Ismaïl Ouaddouh, 11 Lahcen Bouyouzan, 12 Mika Spigt, 13 Ishak Belhaj, 14 Mohamed Chih, CT: Miguel Andrés Moreno

### Campionato europeo
Campionato europeo di calcio a 5 19961 Michel Wentzel, 2 Moestafa Talha, 3 Hendrikus Lettinck, 4 Hendrik Leatemia, 5 Johannes Ludwig, 6 Anouk Roest, 7 Eric Merk, 8 Hjalmar Hoekema, 9 Edwin Grünholz, 10 John de Bever, 11 Johnny Keur, 12 Lambert Kok, CT: Ron Groenewoud
Campionato europeo di calcio a 5 19991 Michel Wentzel, 2 Hendrikus Lettinck, 3 Anton Biloro, 4 Hendrik Leatemia, 5 Pascal Langenhuijsen, 6 Maarten Frankfort, 7 Sander Van Dijk, 8 Moestafa Talha, 9 Edwin Grünholz, 10 Glenn Zeelig, 11 Marciano Boumann, 12 Thomas Sier, 13 Anouk Roest, CT: Nico Spreij
Campionato europeo di calcio a 5 20011 Thomas Sier, 2 Said Moumane, 3 Anton Biloro, 4 Hendrik Leatemia, 5 Pascal Langenhuijsen, 6 Maarten Frankfort, 7 Antoine Merlino, 8 Moestafa Talha, 9 Glenn Zeelig, 10 John de Bever, 11 Anouk Roest, 12 Iwan Van Rijn, 13 Ron Sijm, 14 Patrick Thomassen, CT: Nico Spreij
Campionato europeo di calcio a 5 20051 Patrick Thomassen, 2 Antoine Merlino, 3 Dick Hulshorst, 4 Zaid El Morabiti, 5 Kees Thies, 6 Samir Makhoukhi, 7 Maximiliaan Tjaden, 8 Calvin Blankendal, 9 Edwin Grünholz, 10 Ferdy Kaleveld, 11 Joey Ngarigota, 12 Remco Bos, 13 Frank Brands, 14 Abdellah Idlaasri, CT: Victor Hermans
Campionato europeo di calcio a 5 20141 Pieter Grimmelius, 2 Oualid Saadouni, 3 Jamal El Ghannouti, 4 Nigel Wijdenbosch, 5 Mohamed Allouch, 6 Samir Makhoukhi, 7 Yoshua St. Juste, 8 Zaid El Morabiti, 9 Najib El Allouchi, 10 Mohamed Attaibi, 11 Amir Molkârâi, 12 Ennes van Maasbommel, 13 Mohamed Darri, 14 Karim Mossaoui, CT: Marcel Loosveld
Campionato europeo di calcio a 5 20221 Manuel Kuijk, 2 Oualid Saadouni, 3 Jamal El Ghannouti, 4 Tevfik Ceyar, 5 Saïd Bouzambou, 6 Karim Mossaoui, 7 Yoshua St. Juste, 9 Mats Velseboer, 10 Mohamed Attaibi, 11 Lahcen Bouyouzan, 12 Barry de Wit, 14 Jordany Martinus, 15 Dennis van den Eijnden, 18 Amir Molkârâi, CT: Maximiliaan Tjaden